# 東京フェライト製造
東京フェライト製造株式会社（とうきょうフェライトせいぞう 英語: TOKYO FERRITE MFG. Co., Ltd.）は、東京都北区田端新町に本社を置く永久磁石製造会社である。

## 概要
東京フェライト製造株式会社は、1959年（昭和34年）8月6日に創業された。日本で唯一、等方性フェライト磁石の原料を生産している永久磁石のメーカーである。茨城県北茨城市と千葉県千葉市に生産工場を構える。フェライト磁石の原料から製品に至る迄を内製化し、全工程を一貫して生産している国内唯一の会社である。

## 沿革
- 1959年 - 東京フェライト製造株式会社を創業
- 1965年 - 東京マグネット応用製品株式会社を設立
- 1966年 - 株式会社関東冶金を設立
- 1970年 - 茨城県北茨城市に工場を設置
- 1978年 - トーユウ技研株式会社を設立
- 1979年 - 三方磁材株式会社を設立
- 1984年 - 東京精研株式会社を設立
- 1987年 - 東京磁鉄（香港）有限公司を設立
- 1987年 - 香港磁業（深圳）有限公司を設立
- 1988年 - 中国深圳市に工場を設置
- 1991年 - 千葉新工場を設置
- 1993年 - TOKYO FERRITE (MALAYSIA) SDN BHDを設立
- 1994年 - 飛来福磁鉄（深圳）有限公司を設立
- 1994年 - 天津TMT磁材有限公司を設立
- 2002年 - ISO 9001 プラスチックマグネット製造販売において認証取得
- 2004年 - ISO 14001 認証取得
- 2009年 - ISO 9001 焼結磁石製造販売において認証取得
- 2017年 - ISO/TS16949 焼結磁石製造販売において認証取得
- 2018年 - IATF 16949 焼結磁石製造販売において認証取得

## 拠点
- 東京本社：〒114-8528 東京都北区田端新町1-1-14
- 大阪営業所：〒530-0055 大阪府大阪市北区野崎町7-8梅田パークビル
- 茨城工場：〒319-1558 茨城県北茨城市中郷町石岡1186番地 （焼結フェライト磁石・金型）
- 千葉工場：〒266-0023 千葉県千葉市緑区茂呂町466番地7号（プラスチックボンドマグネット・ラバーマグネット・フェライト磁石原料紛）

## 関連企業
| 国内 - フェライト商事株式会社 - 東京マグネット応用製品株式会社 | 海外 - 東京磁鐵(香港)有限公司 - 香磁磁業(深圳)有限公司 |

## 曽ての関連会社
| 国内 - 株式会社関東冶金 - 三方磁材株式会社 - 東京精研株式会社 - トーユウ技研株式会社 | 海外 - 飛来福磁鉄（深圳）有限公司 - 天津TMT磁材有限公司 - TOKYO FERRITE (MALAYSIA) SDN BHD有限公司 |